# The Rescuers Down Under
The Rescuers Down Under (Los rescatadores en Cangurolandia en España; Bernardo y Bianca en Cangurolandia en Hispanoamérica) es una película animada producida por Walt Disney Pictures bajo su división de animación Walt Disney Feature Animation y distribuida por Buena Vista en 1990. Es la vigésimo novena película en el canon de Walt Disney Animation y se realizó en el período conocido como el Renacimiento de Disney. La película, que se desarrolla en el árido interior de Australia, es la secuela de The Rescuers (Bernardo y Bianca en Hispanoamérica, Los rescatadores en España) de 1977, inspirados en las novelas de Margery Sharp.
Esta película es notable por tres grandes cosas: por ser el primer largometraje animado de Disney realizado completamente por computadora; por incluir, tanto en la versión original en inglés como en el doblaje en español, las mismas voces que interpretaron a los dos personajes principales 13 años atrás (1977) y por ser la última película Disney en llevar el tradicional doblaje mexicano que era hasta ese año distribuido en todos los países hispanohablantes. Fue a partir del siguiente largometraje (La bella y la bestia, 1991) que España empezó por primera vez a realizar un doblaje más local para la audiencia de ese país.
A falta de canciones, a diferencia del primer filme, países como Francia, España, Alemania e Italia incluyeron una canción para los créditos finales. La canción, de ritmo pop, fue interpretada por quienes fueron embajadores de Disney en aquellos países, de esta manera, la canción fue interpretada por Anne Meson para la versión francesa, Michelle para la versión española, Gwen para la versión alemana y Arianna para la versión italiana.

## Argumento
La acción se desarrolla en la zona de Outback en Australia, donde vemos a un niño australiano de 8 años de edad llamado Cody, el cual se encarga de ayudar a los animales que quedan atrapados en las trampas de los cazadores furtivos, que supuestamente están prohibidos en la zona. De repente sus amigos del bosque, especialmente una Canguro llamada Faloo, quien le pide que ayude a una águila que estaba atrapada en la cima de un risco, la cual resulta que es una gigantesca águila dorada llamada Marahute, posteriormente Cody usa su navaja para cortar las sogas de la trampa, pero el ave se empieza a ponerse un poco nerviosa tras ver la navaja del niño, pero cuando Cody termina de cortar la última soga para liberar a Marahute y en el momento que esta abre sus gigantescas alas accidentalmente esta acaba empujando a Cody por el borde del risco hacia el vacío, pero en plena caída libre Cody es rescatado por Marahute en el último segundo antes de estrellarse contra el suelo y deja que este monte sobre ella. Mientras vuelan entre las nubes, Marahute lo termina llevando directo hacia su nido, el cual está ubicado en la mitad de un gran cañón, en donde Marahute le revela a Cody que es la mamá de tres grandes huevos, de los cuales no saben cuando van a nacer sus polluelos, pero cuando Cody le pregunta sobre si sus polluelos no tienen un papa, Marahute simplemente baja la cabeza y se pone triste, revelando que el padre de los polluelos y también pareja de Marahute murió hace mucho tiempo y desde entonces Marahute se ocupa de cuidar los polluelos hasta que estos nazcan. Antes de irse Marahute le entrega una de las plumas doradas del nido a Cody y el lo toma como una muestra de amistad.
Más tarde, Marahute deja a Cody en el bosque y continúa su camino, durante el recorrido en el bosque, Cody escucha un cascabel en los alrededores del bosque que posteriormente se revela que era un ratón atrapado, pero justo cuando Cody lo va a soltar, el ratón le advierte que no lo haga y se acciona un mecanismo de trampa y el niño se cae en un gran agujero oculto y descubre un dispositivo GPS encendido en cuanto este activo la trampa, el ratón que estaba atrapado intenta ayudarlo a salir del agujero, pero de repente se escucha un ruido por la selva aplastando todo lo que encuentra a su paso y aparece un gran camión tipo semioruga con una gran una jaula de la cual aparece un hombre de sombrero llamado Percival C. McLeach, quien carga una escopeta en la mano, acompañado de una lagartija de gran tamaño como mascota llamada Joanna, posteriormente saca a Cody del agujero queriendo no parecer un cazador (ya que el mismo había aparecido previamente en un cartel de "Se Busca") aunque Cody no es tonto para creerle de que no es un cazador, sin embargo y en un pequeño altercado con Joanna en la cual esta ataca a Cody por el ratón que estaba escondido en su mochila, el cazador intenta dispararle a Joanna en represalias por haberlo lanzado al agujero, sin embargo mientras le apuntaba con su escopeta este ve la pluma dorada colgando de la mochila de Cody y este le pregunta de donde saco la pluma, pero Cody solo se limita a decirle que alguien se la regalo y que es un secreto, sin embargo McLeach le revela que no es un secreto como tal, ya que este le muestra una pluma parecida a la que tiene, revelando que él fue quien asesino a la pareja de Marahute, luego le exige a Cody saber dónde están Marahute y los polluelos, pero Cody se niega a decirle y escapa hacia el bosque, pero rápidamente queda acorralado en un acantilado de las Cataratas Cocodrilo y McLeach le dice a Cody que vendrá con él, pero Cody le responde que su madre le avisara a los Guardabosques, sin embargo y para evitar eso McLeach lanza la mochila de Cody al río lleno de cocodrilos, todo para que estos piensen de que fue atacado por estos y posteriormente lo secuestra para interrogarlo.
Mientras el niño es secuestrado por McLeach, el ratón que había ayudado Cody previamente, consigue escapar del lugar y rápidamente se dirige a encontrarse con un ratón radiotelegrafista, a quien le pide enviar una señal de auxilio por el niño. El mensaje pasa por varios ratones intermediarios quienes reciben la señal de auxilio y la retransmiten hasta llegar a la ciudad de Nueva York, directamente al edificio de la ONU, donde la Unidad de Salvamento Eficaz recibe el mensaje de auxilio y convocan en una junta con otros delegados de la ONU a Bernardo y Bianca, ya que estos saben que sólo ellos podrán concretar con éxito el rescate. Pero resulta que ambos están en una elegante cena arriba del candelabro de un lujoso restaurante, pero en la misma cena Bernardo anda un poco nervioso, debido a que este quiere pedirle matrimonio a Bianca después de mucho tiempo. Sin embargo cuando esta a punto de darle el anillo de compromiso, este accidentalmente se le cae del bolsillo y Bernardo se ve obligado a retirarse por unos minutos de la mesa para recuperarlo. Mientras Bernardo busca el anillo extraviado, Bianca por otro lado es informada por Fransua del secuestro de Cody en Australia y que necesitan de su presencia en el consejo y su aprobación para proceder con el rescate, tras esto Bianca inmediatamente trata de informarle a Bernardo sobre la noticia, quien hace poco acababa de moverse, pero Fransua se ofrece a informarle a Bernardo en su lugar. Mientras tanto Bernardo consigue recuperar el anillo extraviado y Fransua trata de informarle sobre la noticia, pero este quien sigue pensando como pedirle matrimonio a Bianca lo ignora, ya cuando Bernardo regresa a la mesa, este cree que Bianca ya sabe lo de su proposición de matrimonio, pero en realidad Bianca le estaba hablando sobre el rescate. Posteriormente estos llegan a la Unidad de Salvamento Eficaz, donde Bianca comunica en una conferencia que ambos aceptan la misión de rescate en Australia, para gran sorpresa de Bernardo quien hasta ahora se entera de la noticia. Más tarde ambos deciden ir a pedirle los servicios de vuelo a su viejo amigo Orville el Albatros, sin embargo descubren que este no está disponible, ya que este se encuentra en otra parte, por lo que deciden pedirle los servicios a su hermano Wilbur, un albatros bastante animado, quien esta encantado de conocerlos por fin, ya que su hermano le había contado mucho sobre ellos, especialmente de Bianca. Posteriormente Bernardo y Bianca le piden a Wilbur que los ayude a llegar a Australia y Wilbur les dice que los llevara aproximadamente en primavera, sin embargo Bianca le responde que en realidad necesitan salir justo ahora, pero Wilbur se toma esto último como un chiste, debido a que hay una tormenta de nieve afuera justo ahora y que salir sería un suicidio, sin embargo Bianca le explica a Wilbur que la razón para salir con urgencia a Australia es porque un niño fue secuestrado en dicho lugar y necesitan ir a rescatarlo, por lo que Wilbur accede a llevarlos inmediatamente a pesar de la tormenta de nieve. Durante el despegue, Wilbur al principio tiene problemas para elevarse debido al fuerte viento el cual provoca que este tropiece una y otra vez con algunas mini montañas de nieve hasta que finalmente logra despegar y salir camino a Australia. Sin embargo, Bianca le pregunta a Wilbur si este volara todo el recorrido sin escalas hasta Australia, pero este les responde que él no puede hacer un vuelo tan largo como ese por si solo y que necesitaran un medio de transporte que vuele más rápido que él si quieren llegar a su destino y sin escalas. 
Mientras tanto, McLeach conduce su camión hasta llegar a su guarida oculta en el desierto junto con Cody, paralelamente la madre de Cody descubre que su hijo no ha regresado a casa y le avisa a los guardabosques de su desaparición, por otro lado Wilbur decide meterse en el tren de aterrizaje en un avión para que este los llevara aún más rápido hacia su destino, cuando el avión está llegando a Sídney, Wilbur salta del avión sigue su camino por su cuenta. Mientras tanto en un aeropuerto alejado un ratón canguro llamado Jake con apariencia de un "Indiana Jones australiano" está jugando damas con su mosca compañera llamada Chispa, hasta que reciben la señal de Wilbur en las cercanías, quien les pide permiso para aterrizar. Antes de ello Jake analiza el tipo de ave que espera recibir en la pista de aterrizaje, pero después de revisar la lista y descubrir que Wilbur es un albatros, este le anuncia que no puede aterrizar en la pista, ya que la misma es demasiado corta como para que un pájaro tan grande como él pueda usarla, sin embargo el albatros por insistencia suya le responde diciendo que "puede aterrizar en un pañuelo". A pesar de la advertencia, Jake junto con chispa deciden preparar la pista para recibirlo a regañadientes y logran alargar la pista lo suficiente como para hacer que el pájaro logre aterrizar, tras esto Jake se molesta por la actitud de Wilbur, pero al ver a Bianca bajando por la escalera, este se empieza a comportarse como un "Don Juan", cuya atención es toda para ella, pero por otro lado Bernardo trata de pedirle ayuda a Jake con el equipaje que carga y Wilbur opta por brindarle su ayuda a Bernardo, sin embargo y para mala fortuna de Wilbur se acaba lastimando la espalda en el proceso y es llevado de urgencia a un hospital ubicado en una ambulancia abandonada, en donde es atendido por ratones médicos para ayudarlo con su problema en la espalda. Luego de que Bernardo, Jake y Bianca se retirasen del hospital, los ratones médicos proceden a tratar de ayudar a Wilbur, colocándole un gancho directamente en su espalda lastimada, pero viendo que el albatros no se dejaba ayudar, el doctor y sus enfermeras optan por colocarle un tranquilizante cargado en una escopeta, pero viendo que Wilbur se negaba a recibirla, estos deciden usar una dosis doble para que se calme y le suministran el tranquilizante disparado con una escopeta.
Mientras tanto Bernardo y Bianca tratan de orientarse para buscar el rastro de Cody por medio de un mapa, pero Jake les menciona que tiene mayor conocimiento de la zona y se convierte en su guía y al mismo tiempo comienza a coquetear con Bianca, causándole celos a Bernardo, quien todavía no ha tenido la oportunidad de pedirle matrimonio a Bianca, paralelamente las autoridades y los guardabosques inician un bloque de búsqueda de Cody sobre el río. Por otro lado en la guarida de McLeach, este comienza a interrogar a Cody, mientras esta amarrado a un mapa y le lanza algunos cuchillos a los lugares donde posiblemente puede estar el nido de Marahute, ya que este desea atraparla, pero Cody se niega una y otra vez a decirle a donde esta, posteriormente McLeach le ofrece a Cody la mitad de las ganancias que le darán si logra atrapar con vida a Marahute, pero Cody se niega otra vez y le menciona a McLeach que no tendrá nada cuando los guardabosques acaben con el, lo cual causa que McLeach se enfurezca y decida encerrar a Cody en una celda y le advierte que la próxima vez ya no será tan amable con el. Mientras Cody esta encerrado, descubre a otros animales parlantes que son prisioneros del malvado cazador, entre ellos un canguro rojo llamado Red, un lagarto con volantes llamado Frank, quien esta encerrado en la misma celda de Cody y un Koala llamado Krebbs, entre todos deciden preparar un plan de escape, en el cual Cody con la ayuda de los otros animales prisioneros tratan de tomar las llaves que están colgadas cerca de la puerta, sin embargo son descubiertos por Joanna, quien destruye el palo con gancho y regresa las llaves a su lugar. Con todas las esperanzas perdidas Frank empieza a usar su cola en un intento por abrir la cerradura de su celda, pero al parecer ninguno de los otros le toma mucha importancia al truco que está haciendo.
Mientras tanto Bianca, Jake y Bernardo siguen su camino esta vez montados sobre una luciérnagas. Devuelta en el hospital, Wilbur despierta con dolor de la anestesia solo para descubrir que esta recostado, con una prensa en su cabeza y un monitor cardíaco conectado a su pico, mientras que los ratones médicos siguen tratando de ayudarlo con su problema en la espalda, el Doctor ordena a las enfermeras pasarle un par de fórceps, unas tijeras y una espuela, y mientras la enfermeras pasan cada una de las "herramientas de operación" Wilbur se empieza a asustar cada vez más, lo cual se ve reflejado en el monitor cardíaco el cual empezaba a sonar más rápido cada vez que aumentaba sus niveles de miedo, pero justo cuando el doctor solicita la asistencia de una Motosierra, Wilbur entra en pánico y trata de escapar del hospital por la ventana, pero este se queda atorado en ella y los ratones médicos tratan de desatorarlo de la ventana hasta que finalmente lo consiguen. Tras sacarlo de la ventana, Wilbur descubre que su espalda ya no le duele y que ya se siente mejor, pero a pesar de la felicidad este sin querer había caído encima del doctor y lo deja con un fuerte dolor de espalda. Luego de darle el alta del hospital, Wilbur rápidamente emprende vuelo para buscar a Bernardo, Bianca y Jake para ayudarlos en la búsqueda de Cody, mientras tanto en la casa de Cody uno de los guardabosques le informa a la madre de este que durante la búsqueda encontraron la mochila de Cody tirada en el río cerca de las Cataratas Cocodrilo (sin saber que había sido lanzada a propósito por McLeach) y creen que el niño había sido víctima de un ataque de cocodrilos.
Por otro lado McLeach escucha por la radio la noticia del hallazgo de la mochila de Cody como lo había planeado, pero también sigue buscando una forma de como forzar al niño a decirle donde esta el nido de Marahute, mientras piensa en un plan este decide sacar unos huevos para desayunar, pero debido a un altercado con Joanna, quien se había comido todos los huevos que este quería cocinar, McLeach trata de tomar represalias contra ella, hasta que descubre que los huevos del águila son la clave y el único punto débil del niño. Mientras tanto en las celdas, Frank consigue abrir la puerta de la celda y logra salir de ella donde comienza a gritar de felicidad, a pesar del asombro los otros animales le dicen a Frank que guarde silencio, ya que saben que Joanna podría escuchar el escándalo y entrar en cualquier momento. Posteriormente Cody le pide a Frank traer las llaves para salir, pero debido a la torpeza de este por patear las llaves y hacer ruido cuando las tomo, Joanna lo descubre y comienza a perseguirlo por todo el lugar hasta que este afortunadamente deja caer las llaves cerca de la celda de Cody mientras sigue siendo perseguido por Joanna, momento que Cody aprovecha para tomarlas y salir de la celda, por otro lado Frank queda acorralado sobre la punta de una escopeta por Joanna y esta en un intento por atraparlo tira accidentalmente del gatillo de la escopeta y debido al culatazo acaba estrellándose contra unas cajas de madera, mientras que el disparo falla por centímetros a Frank salvándose por el momento. Por otro lado Cody trata de liberar a los otros animales atrapados, pero es descubierto por McLeach y lo saca del lugar argumentando que se despida de sus amigos animales porque nunca más los volverá a ver, mientras tanto Bernardo, Bianca y Jake consiguen llegar a la entrada de la guarida de McLeach y buscan una forma de como entrar, por sugerencia de Bernardo, estos usan unos palos que había en el suelo y empiezan a cavar una entrada, hasta que Jake en tono de humor les menciona diciendo: "¿A nadie se le ocurre decir?, ¡ábrete sésamo!", cuando repentinamente la compuerta de la guarida se abre y estos se quedan arriba ocultos, posteriormente estos observan al niño junto con McLeach, quien este último opta por "liberar" Cody y mencionarle que Marahute supuestamente había sido asesinada por un cazador, aunque Cody no cree que eso sea cierto, pero McLeach también le recrimina que Marahute hubiera sido suya si no fuera por el niño y le exige que se marche del lugar, sin embargo Bernardo y Bianca empiezan a sospechar sobre porque McLeach liberaría al niño así por así, aunque Jake menciona que todo podría ser un simple truco del malvado cazador. Mientras Cody se aleja del lugar este escucha a McLeach mencionar el destino que les espera a los huevos de Marahute sin su madre, por lo que Cody corre rápidamente hacia el nido de Marahute para asegurarse que los huevos estén bien.
Sin embargo todo esto resultó ser un simple engaño del malvado cazador, ya que este se aprovechó del único punto débil de Cody para que así este les revelara inconscientemente el paradero del nido y por consiguiente Marahute, rápidamente este decide seguir a Cody en su camión sin que este último se de cuenta, tras descubrir todo el malvado plan de McLeach, los ratones Bernardo, Bianca y Jake rápidamente saltan al camión en pleno avance, Jake consigue subir bien al camión, pero Bernardo y Bianca por otro lado caen accidentalmente hacia las orugas del camión en movimiento y estos tratan de evitar ser aplastados por ellas, pero afortunadamente Jake consigue llegar hasta el chasis del camión y les lanza una soga para ayudarlos a salir de las orugas y estos logran ponerse a salvo y se ocultan en el chasis del camión. Mientras tanto en el cielo Wilbur trata de pedirle ayuda a un grupo de aves sobre si estos habían visto a Bernardo y Bianca, pero las aves lo ignoran completamente, por lo que Wilbur piensa que tal vez las habrá ofendido cuando mencionó eso último y sigue su búsqueda. Por otro lado Cody llega hasta la cima del gran cañón donde está ubicado el nido de Marahute y comienza a bajar hacia el, mientras que McLeach también llega a la cima del cañón y prepara su equipo de cacería, por otro lado y sabiendo lo que trama el malvado cazador, Bernardo, Bianca y Jake deciden bajar el cañón para advertirle a Cody antes de que sea demasiado tarde.
Mientras tanto Cody llega directamente hacia el nido de Marahute y se queda observando los huevos un rato y algo pensativo sobre el futuro que les espera a los polluelos de Marahute sin esta última, pero entonces es encontrado por Bernardo, Bianca y Jake quienes tratan de advertirle del peligro inminente, pero Cody escucha a Marahute acercándose al lugar y no escucha las advertencias de Bianca y este llega hasta el borde del acantilado y observa de alegría que Marahute aun sigue con vida, pero entonces Bernardo y Bianca le advierten a Cody que McLeach lo había seguido sin que este se diera cuenta hasta el nido de Marahute y que está en la cima del cañón justo ahora. Tras darse cuenta de que McLeach esta arriba en la cima, Cody trata desesperadamente de que Marahute se aleje rápido del lugar, ya que esta se dirige hacia una trampa, pero desgraciadamente McLeach le dispara un misil cargado con una gigantesca red y consigue atraparla, sin embargo cuando McLeach inicia el ascenso de la gigantesca red con el águila en su interior, Cody salta rápidamente hacia la red y trata de ayudar a Marahute, por otro lado Jake lanza una soga hacia el zapato de Cody y les dice a Bernardo y Bianca que se sujeten rápido de ella para ir a ayudar al niño, pero desafortunadamente Bernardo no consigue sujetarse a tiempo de la soga y se queda varado en el nido. Mientras sigue el ascenso, Cody comienza a usar su navaja para cortar las sogas de la red en un intento por liberar a Marahute, sin embargo McLeach lo descubre y trata de deshacerse del niño, haciendo agitar la red con la grúa del camión, lo que causa que Cody pierda su navaja y el equilibrio en el proceso y se quede colgando de cabeza y a punto de caerse al vacío, pero afortunadamente Jake lo sujeta con su soga y Bianca le pide a Cody que no se mueva. 
Finalmente McLeach completa el ascenso de la gigantesca red y mete a Marahute, Cody, Jake y Bianca en la jaula de su camión y menciona que se volverá muy rico por el precio del águila, posteriormente este envía a Joanna hasta el nido de Marahute para que esta devore los huevos del águila, pero cuando Joanna llega hasta el nido para proceder a comerse los huevos de Marahute, esta descubre que los mismos están muy duros y no puede comérselos por lo que en su lugar esta decide tirarlos por el acantilado para así hacerle creer a McLeach que ya se los comió. Después de que Joanna abandone el nido, se revela que Bernardo había ocultado los verdaderos huevos de Marahute y los había reemplazado por rocas para protegerlos de las garras de Joanna, súbitamente Wilbur se aparece en el nido de Marahute y se encuentra con Bernardo a quien le pide ayuda para colocar los huevos a donde pertenecen y posteriormente le menciona a Wilbur que McLeach se llevó a Marahute, Cody, Jake y Bianca secuestrados. Tras enterarse de esto Wilbur trata desesperadamente de ir a ayudarlos, pero Bernardo le menciona que lo mejor será que él vaya a rescatarlos, pero con la condición de que Wilbur se quede en el nido y cuide de los huevos de Marahute, a pesar de la negación inicial de Wilbur este accede a quedarse y cuidar de los huevos.
Mientras tanto en el camión, McLeach esta emocionado porque sus planes han salido a la perfección, pero entonces escucha nuevamente a Cody en el camión gritando que lo va a entregar a las autoridades y McLeach rápidamente considera que no quiere dejar cabos sueltos y cree que lo mejor para el será deshacerse del niño de una vez por todas, para no dejar ningún testigo que pueda delatarlo. Por otro lado Joanna comienza a molestar a Cody, pero este desde la celda la golpea para que no los moleste, sin embargo Cody también empieza a sentirse culpable por haber atraído al malvado cazador hasta nido de Marahute, pero Bianca por su parte le menciona al niño que no tiene porque sentirse triste y frustrado por lo que pasó y que en su defecto le pide que tenga un poco de esperanza en Bernardo, para que este los ayude a escapar. Por otro lado, Bernardo sigue el rastro del camión de McLeach y termina exhausto de caminar todo el recorrido y decide sentarse a tomar un respiro, pero en eso este se encuentra por mera coincidencia con un Jabalí dormido, en donde Bernardo intenta pedirle ayuda, pero el Jabalí por su parte se enfurece con el y trata de atacarlo, sin embargo un Bernardo ya bastante furioso sujeta al Jabalí por los cuernos y lo derriba contra el suelo, donde también le exige por la fuerza al Jabalí llevarlo hasta el final del rastro del camión y el Jabalí acepta llevarlo a regañadientes. Horas más tarde, McLeach llega hasta las Cataratas Cocodrilo en donde este amarra a Cody a la grúa de su camión y trata de deshacerse del niño, arrojándolo al río lleno de cocodrilos, ya que los guardabosques lo han estado buscando por todas partes y que ahora lo encontraran, pero justo cuando esta a punto de lanzarlo al río y de manera inesperada el camión de McLeach se apaga, salvando temporalmente al niño, pero queda colgando a casi 15 metros sobre el río. Mientras tanto, McLeach investiga qué es lo que le pasó a la grúa y por qué la misma dejó de funcionar de repente, hasta que este descubre a un jabalí saliendo de la cabina de su camión y le ordena a Joanna investigar la zona, mientras que este trata de averiguar que paso adentro del camión y descubre que las llaves de su camión ya no están y empieza a buscarlas, revelando que Bernardo fue el responsable de que el camión se apagara de repente y había tomado las llaves en el proceso. Posteriormente Bernardo trata de llevar las llaves del camión a Bianca y Jake, quienes están encerrados en la jaula junto con Marahute, pero infortunadamente es descubierto por Joanna y esta empieza a perseguirlo hasta que se golpea contra un tubo de metal del camión, dándole tiempo suficiente a Bernardo, para lanzarles las llaves del camión a Bianca y Jake, sin embargo una vez logrado su cometido, Joanna regresa y continua persiguiendo a Bernardo hasta que en plena persecución este logra forzarla a morderse la cola y consigue evadirla una vez más.
Mientras tanto, Bianca y Jake tratan de subir las llaves hasta la cerradura de la jaula para liberar a Marahute, por otro lado McLeach al no encontrar las llaves extraviadas, este opta por usar un rifle de caza para cortar la soga que sostiene a Cody y lanzarlo al río con los cocodrilos, pero viendo que fallo su primer disparo, este trata nuevamente de dispararle a la soga y logra rozar por centímetros la soga en el segundo disparo, entre tanto Bernardo observa que el niño esta en peligro de caer y sale de su escondite para tratar de evitarlo. Para ello este decide crear una distracción en donde fuerza a Joanna a perseguirlo esta vez a propósito, para que esta se abalance sobre McLeach, quien estaba a punto dispárale por tercera vez a la soga de Cody y queda colgando de un pie sobre el borde del acantilado, sin embargo Bernardo le da un pequeño empujón al pie de McLeach, para que este pierda el equilibrio y caiga directo al río junto con Joanna, llamando la atención de los cocodrilos, quienes pierden el interés en Cody y deciden ir a atacarlo a él y Joanna, donde esta última se percata que los cocodrilos se acercan y opta por nadar hacia la orilla del río, dejando a su amo a merced de los cocodrilos. Por otro lado y de forma infortunada la soga que sostiene a Cody acaba por romperse y niño también se cae directo al río. Mientras tanto Jake y Bianca consiguen llegar a la cerradura de la jaula con las llaves y tratan de abrirla desesperadamente, pero en medio de esto Bianca le pide a Bernardo que vaya a rescatar al niño rápido, por lo que sin pensarlo Bernardo salta hacia el río y trata de llevar a Cody hacia la orilla usando una rama que encontró curiosamente en la misma, mientras tanto McLeach sigue luchando contra los cocodrilos para que estos lo dejen en paz, pero viendo que se aproximan cada vez más a la cascada, los cocodrilos finalmente se rinden y se retiran del lugar, dejando de momento a McLeach, quien se reía de su aparente victoria sobre los cocodrilos, pero ignora completamente que esta acercándose cada vez más hacia la cascada, mientras que por otro lado Joanna consigue llegar hasta la orilla y solo alcanza a despedirse de su amo el cual va en dirección a una peligrosa caída. Para cuando McLeach se da cuenta de que se está acercando a la cascada, este trata de nadar desesperadamente para evitar caerse, pero sus esfuerzos acaban siendo inútiles, debido a la fuerte corriente del río y acaba cayendo por la cascada directo a su muerte. Por otro lado Bernardo sigue intentando llevar Cody a la orilla del río, pero debido a la fuerte corriente la rama que estaba usando para dicho fin acaba rompiéndose y ambos vuelven a caer hacia el río nuevamente, por otro lado Jake y Bianca consiguen abrir la cerradura de la jaula y liberan a Marahute, para ir a rescatar a Cody y Bernardo, quienes acaban cayendo por la peligrosa cascada, pero afortunadamente Marahute los intercepta en plena caída libre y los rescata justo a tiempo. Mientras están en el aire, Cody les agradece a Bernardo, Bianca y Jake por rescatarlo a él y también a Marahute, por otro lado Bernardo finalmente logra pedirle matrimonio a Bianca, quien acepta completamente la propuesta de este, posteriormente Cody le dice a Marahute que es momento de volver a casa y salen volando por los cielos. Mientras tanto en el nido de Marahute, Wilbur se cansa de esperar a Bernardo y Bianca que este opta por irse del nido, sin embargo y para su infortunio los polluelos de Marahute nacen y estos lo ven como su madre.

## Reparto
- Miss Bianca: Eva Gabor
- Bernardo: Bob Newhart
- Wilbur: John Candy
- Cody: Adam Ryen
- Marahute: Frank Welker
- Percival C. McLeach: George C. Scott
- Joanna: Frank Welker
- Jake: Tristan Rogers
- Red: Peter Firth
- Frank: Wayne Robson
- Krebbs: Douglas Seale
- Faloo: Carla Meyer
- Presidente del consejo: Bernard Fox
- Doctor: Bernard Fox
- Enfermera: Russi Taylor

## Recepción
La mayoría de los críticos elogiaron la película. En Rotten Tomatoes, 70% de las críticas fueron positivas. Pero, a pesar de una recepción crítica exitosa, la película fue inferior en la taquilla, en cifras brutas sólo de 27 millones de dólares. La película, por su pobre desempeño de las oficinas de Disney Studios, desalentó a cualquier lanzamiento de otra secuela de películas de animación de Disney teatralmente. Sólo serían estrenadas en cines cuando estaban plenamente convencidos de que la secuela sería un éxito, como The Jungle Book 2 y Return to Neverland que fueron un éxito.
The Rescuers Down Under es una película diferente al resto de las de la época del Renacimiento de Disney (1989-1999) a causa de su falta de números musicales, irónico tomando en cuenta el éxito del original The Rescuers (1977) con las canciones de Shelby Flint. Sin embargo, a pesar de su mala recepción en taquilla, tuvo críticas favorables, superando a Pocahontas, y una tercera película fue prevista para 1996 (presumiblemente debido al éxito de su venta en video). Pero Eva Gabor murió repentinamente en 1995 debido a la insuficiencia respiratoria de las complicaciones por intoxicación alimentaria. Por lo tanto, el proyecto de película y todos las futuras secuelas de The Rescuers fueron canceladas.

## Fechas de Estreno Mundial
- Estados Unidos: Viernes, 16 de noviembre de 1990
- Canadá: Viernes, 16 de noviembre de 1990
- Brasil: Viernes, 7 de junio de 1991
- Australia: Jueves, 13 de junio de 1991
- Argentina: Jueves, 4 de julio de 1991
- Chile: Viernes, 5 de julio de 1991
- Perú: Domingo, 7 de julio de 1991
- Nueva Zelanda: Viernes, 26 de julio de 1991
- Reino Unido: Viernes, 11 de octubre de 1991
- Francia: Miércoles, 27 de noviembre de 1991
- Dinamarca: Viernes, 29 de noviembre de 1991
- Finlandia: Viernes, 29 de noviembre de 1991
- Suecia: Viernes, 29 de noviembre de 1991
- Turquía: Jueves, 5 de diciembre de 1991
- Alemania: Jueves, 5 de diciembre de 1991
- Hungría: Jueves, 5 de diciembre de 1991
- Países Bajos: Jueves, 5 de diciembre de 1991
- Italia: Domingo, 8 de diciembre de 1991
- Portugal: Viernes, 13 de diciembre de 1991
- España: Viernes, 13 de diciembre de 1991
- Hong Kong: Jueves, 9 de enero de 1992
- Japón: Viernes, 19 de abril de 1996
- Italia: Viernes, 1 de junio de 2001
- España: Lunes, 10 de febrero de 2003

## Lanzamientos enVHSyDVD

### VHS
- Los rescatadores en Cangurolandia, 11 de septiembre de 1992
- Los rescatadores en Cangurolandia, 29 de agosto de 1996
- Los rescatadores en Cangurolandia, 25 de abril de 2003

### DVD
- Los rescatadores en Cangurolandia, 25 de abril de 2003

### Blu-Ray
- Los rescatadores en Cangurolandia, 14 de septiembre de 2012

## Doblaje
El doblaje en español (1990) estuvo a cargo del mexicano Francisco Colmenero. Este doblaje es usado y distribuido en todos los países de habla hispana. Este fue el último doblaje de Disney hecho completamente en Hispanoamérica para España, hasta el doblaje de Coco y Encanto.
- Miss Bianca: Diana Santos
- Bernardo: Luis Bayardo
- Wilbur: Juan Alfonso Carralero
- Cody: Luis Daniel Ramírez
- Percival C. MacLeach: Luis Puente
- Jake: Genaro Vásquez
- Red: Arturo Mercado
- Frank: Raúl Aldana
- Krebbs: Jesse Conde
- Faloo: Cristina Camargo
- Presidente del consejo: Esteban Siller Garza
- Doctor: Raúl de la Fuente
- Enfermera: Araceli de León
- Ratoncito: Yamil Atala
- Madre de Cody: Nancy MacKenzie

## Secuelas canceladas
Se planeó una tercera película debido al éxito de ventas de la secuela; además, se planearon muchas más tras la tercera, pero Eva Gabor (la voz de Miss Bianca), falleció, haciendo que todas estas futuras secuelas fueran canceladas sin ver la luz.